# Введенское (Одинцовский район)
Введенское ― село в Одинцовском районе Московской области, расположенное в трёх километрах юго-восточнее города Звенигород вблизи железнодорожной станции «Звенигород». Относится к сельскому поселению Захаровское. Известно расположенной здесь дворянской усадьбой «Введенское». С 2003 года усадьба относится к городу Звенигороду.

## История села
Священник Георгий Фивейский, проводя в 1879 году исследования в лесу близ деревни Чигасово, обнаружил остатки древней монастырской обители.
Здесь некогда находился небольшой Введенский монастырь, история возникновения которого неизвестна. Его обитатели вынуждены были перебраться в другое место, недалеко.
При новом небольшом погосте была построена церковь Введения Пресвятой Богородицы. От церкви и название села. В документах погост упоминается под 1504 годом, но появился он ранее. Писцовая книга 1558 год отмечает: «На царя и великого князя земле волостной ― погост, в нём церковь Введения». В Смутное время погост, видимо, был сожжён, в записи 1624 года упоминается «пустошь, что был погост на царя и великого князя земле, на волостной, а в нём место церковное Введение Пресвятой Богородицы». Близ Введенского погоста значилось вотчина князя Дмитрия Пожарского ― «за осадное сидение» 1612 года пожалованная деревенька Поречье с двумя дворами крестьянскими и восемью бобыльскими.
В 1655 году Першина пустошь, идущая от Введенского к Поречью, принадлежала боярину Ивану Андреевичу Милославскому, продавшему её в 1661 году окольничему Фёдору Кузьмичу Елизарову. Тот, в свою очередь, в 1664 году отдал пустошь племяннику Андрею Елизарову. Постепенно пустошь заселяется и становится селом, по переписи 1678 года там уже двор вотчинника с 4 людьми и 4 крестьянских двора с 12 людьми. В это время место принадлежало окольничему Михаилу Петровичу Головину, получившему его как приданое за Улитой Елизаровой. При Головине была восстановлена церковь, и по ней село в документах именуется Введенским. В 1695 году село перешло к сыну М. П. Головина ― Автоному Головину, а после его кончины в 1720 году ― к Сергею Автономоновичу Головину, продавшему его в 1744 году Сергею Васильевичу Поздееву, который, в свою очередь, в 1769 году продал село обер-гофмаршалу князю Николая Михайловичу Голицыну, владевшему соседними Большими Вязёмами.
Согласно «Экономическим примечаниям» конца XVIII века, далее Введенское находилось во владении действительной тайной советницы, мачехи фаворитки императора Павла I Анны Лопухиной ― Екатерины Николаевны Лопухиной. В селе было 30 дворов с 259 крепостными.
При владельце генерал-прокуроре Петре Васильевиче Лопухине архитектором Николаем Александровичем Львовым здесь была построена усадьба в стиле классицизма. После Лопухиных владельцами села были Зарецкие, в 1852 году село принадлежало майорше Анне Михайловне Головиной, в селе проживало 335 мужчин и 368 женщин. После неё Введенским владел барон Штакельберг, а с середины 1860-х годов до 1884 года ― богатый московский фабрикант, владелец кирпичного завода в Одинцове В. И. Якунчиков. Усадьбу очень любила и подолгу в ней жила его дочь ― известная художница Мария Васильевна Якунчикова-Вебер. В 1890 году в селе проживало 382 человека.
После революции усадьбу национализировали, графа Гудовича расстреляли, а в усадьбе, в 1919 году, была устроена Звенигородская художественно-ремесленная школа-колония с деревообделочными, гравёрными, живописными мастерскими и даже газетой «Юный строитель». 18 июля 1920 года во Введенском открылся «Звенигородский историко-художественный музей имени товарища Н. И. Троцкой». Музей имел образцы прикладного искусства, мебель и картины из окрестных усадеб. В 1923 году его перевели в Звенигород.
По переписи 1926 года в селе 82 хозяйства и 588 жителей. В открытом здесь детском доме им. К. Либкнехта воспитывалось 159 человек. Позднее в усадьбе находились совхоз, совпартшкола, а с 1933 года в усадьбе разместился санаторий «Звенигород» (не путать с более современным санаторием «Звенигород» Первого МГМУ, расположенным неподалёку).
По переписи 1989 года в селе 184 хозяйства и 439 человек. В 1994—2006 годах Введенское было центром Введенского сельского округа.

## Церковь Преображения Господня во Введенском
Церковь прежде находилась на территории усадьбы. Основана в 1694 году. Отстроена после пожара 1812 года на средства Е. Н. Лопухиной. Перестроена в 1876 году при владельцах Якунчиковых в стиле русского классицизма. Это однокупольная церковь с полукруглыми алтарём и притвором, связанная с колокольней переходом. Кроме главного Преображенского престола в церкви имелись четыре придела: Введенский, Рождества Предтечи, иконы Спасителя, лобзаемого Иудой (с 1847) и Кирика и Иулитты (с 1854). Закрытая в 1935 году, пришла в запустение. Открыта и отремонтирована в 1990-х гг. В плане квадрат с двумя полукружиями, к нему с запада примыкает круглая в плане колокольня, оформленная полукруглой колоннадой и увенчанная высоким шпилем. Местночтимой иконой церкви являлась икона Спаса Нерукотворенного образа, старинного «греческого» письма, поступившая в храм от Головиных.